# Dolmen du Bois-Briand
Le dolmen du Bois-Briand est un dolmen situé à Saumur, dans le département français de Maine-et-Loire.

## Localisation
Le dolmen est situé dans le département français de Maine-et-Loire, sur la commune-associée de Saint-Hilaire-Saint-Florent, à Saumur.

## Historique
L'édifice est classé au titre des monuments historiques en 1914.